# Chen Long
Chen Long (chiń. 谌龙; ur. 18 stycznia 1989 r. w Huangshi) – chiński badmintonista, złoty i brązowy medalista olimpijski, dwukrotny mistrz świata, dwukrotny złoty medalista igrzysk azjatyckich, wielokrotny medalista mistrzostw Azji, dwukrotny mistrz świata juniorów.
Największym sukcesem badmintonisty jest złoty medal podczas igrzysk olimpijskich w Rio de Janeiro w grze pojedynczej.

## Występy na igrzyskach olimpijskich
| Runda                   | Przeciwnik              | Wynik                   | Osiągnięcie             |                         |
| Gra pojedyncza mężczyzn | Gra pojedyncza mężczyzn | Gra pojedyncza mężczyzn | Gra pojedyncza mężczyzn | Gra pojedyncza mężczyzn |
| ----------------------- | ----------------------- | ----------------------- | ----------------------- | ----------------------- |
| Faza grupowa            | Boonsak Ponsana         | 21–12, 21–17            | 3. miejsce              |                         |
| 1/8 finału              | Wong Wing Ki            | 21–17, 21–17            | 3. miejsce              |                         |
| Ćwierćfinał             | Peter Gade              | 21–16, 21–13            | 3. miejsce              |                         |
| Półfinał                | Lee Chong Wei           | 13–21, 14–21            | 3. miejsce              |                         |
| Mecz o 3. miejsce       | Lee Hyun-il             | 21–12, 15–21, 21–15     | 3. miejsce              |                         |

| Runda                   | Przeciwnik              | Wynik                   | Osiągnięcie             |                         |
| Gra pojedyncza mężczyzn | Gra pojedyncza mężczyzn | Gra pojedyncza mężczyzn | Gra pojedyncza mężczyzn | Gra pojedyncza mężczyzn |
| ----------------------- | ----------------------- | ----------------------- | ----------------------- | ----------------------- |
| Faza grupowa            | Niluka Karunaratne      | 21–7, 21–10             | 1. miejsce              |                         |
| Faza grupowa            | Adrian Dziółko          | 21–12, 21–9             | 1. miejsce              |                         |
| Faza grupowa            | Kevin Cordón            | walkower                | 1. miejsce              |                         |
| 1/8 finału              | Wolny los               | Wolny los               | 1. miejsce              |                         |
| Ćwierćfinał             | Son Wan-ho              | 21–11, 18–21, 21–11     | 1. miejsce              |                         |
| Półfinał                | Viktor Axelsen          | 21–14, 21–15            | 1. miejsce              |                         |
| Finał                   | Lee Chong Wei           | 21–18, 21–18            | 1. miejsce              |                         |